# Poecilmitis pyramus
Poecilmitis pyramus är en fjärilsart som beskrevs av Terence Dale Pennington 1954. Poecilmitis pyramus ingår i släktet Poecilmitis och familjen juvelvingar. IUCN kategoriserar arten globalt som sårbar. Inga underarter finns listade i Catalogue of Life.